# Гамарник, Андреа
Андреа Гамарник (исп. Andrea Gamarnik; род. 5 октября 1964, Буэнос-Айрес) — аргентинский молекулярный вирусолог, известна своей работой по лихорадке денге. В 2016 году получила стипендию Премии L’Oréal — ЮНЕСКО «Для женщин в науке» за работу над переносимыми комарами вирусами, включая лихорадку денге. Училась в Университете Буэнос-Айреса и Калифорнийском университете в Сан-Франциско, работала в Институте Лелуара. Она первая аргентинка, ставшая членом Американской академии микробиологии.